# Václav Pěcháček
Václav Pěcháček (* 26. března 1959) je bývalý československý fotbalista, obránce.

## Fotbalová kariéra
Hrál za VP Frýdek-Místek, Baník Ostrava, VTJ Tábor a Duklu Praha. S Baníkem získal 2 ligové tituly. V Poháru mistrů evropských zemí nastoupil ve 4 utkáních, v Poháru vítězů pohárů ve 2 utkáních a v Poháru UEFA nastoupil ve 14 utkáních a dal 1 gól. Vítěz Českého poháru 1979.

## Ligová bilance
| Ročník                                   | Zápasy | Góly | Klub             |
| ---------------------------------------- | ------ | ---- | ---------------- |
| 1. československá fotbalová liga 1976/77 | 9      | 0    | VP Frýdek-Místek |
| Česká národní fotbalová liga 1977/78     | -      | -    | VP Frýdek-Místek |
| 1. československá fotbalová liga 1978/79 | 9      | 0    | Baník Ostrava    |
| 1. československá fotbalová liga 1979/80 | 16     | 0    | Baník Ostrava    |
| 1. československá fotbalová liga 1980/81 | 23     | 0    | Baník Ostrava    |
| 1. československá fotbalová liga 1981/82 | 19     | 0    | Baník Ostrava    |
| 1. československá fotbalová liga 1982/83 | 28     | 1    | Baník Ostrava    |
| 1. československá fotbalová liga 1983/84 | 29     | 1    | Baník Ostrava    |
| 1. československá fotbalová liga 1984/85 | 28     | 2    | Baník Ostrava    |
| 1. československá fotbalová liga 1985/86 | 27     | 1    | Baník Ostrava    |
| 1. československá fotbalová liga 1986/87 | 1      | 0    | Baník Ostrava    |
| česká národní fotbalová liga 1986/87     | 12     | 0    | VTJ Tábor        |
| 1. československá fotbalová liga 1987/88 | 7      | 0    | Dukla Praha      |
| 1. československá fotbalová liga 1987/88 | 4      | 0    | Baník Ostrava    |
| 1. československá fotbalová liga 1988/89 | 18     | 0    | Baník Ostrava    |
| 1. československá fotbalová liga 1989/90 | 17     | 0    | Baník Ostrava    |
| CELKEM 1. liga                           | 235    | 5    |                  |